# Dębina (Ujazd)
Dębina – część wsi Ujazd w Polsce, położona w województwie małopolskim, w powiecie bocheńskim, w gminie Trzciana. 
W latach 1975–1998 Dębina należała administracyjnie do województwa tarnowskiego.